# ウィリアム・L・ローレンス
ウィリアム・レナード・ローレンス（英語: William Leonard Laurence、1888年3月7日 - 1977年3月18日）は、アメリカ合衆国の科学ジャーナリストである。

## 経歴
ロシア帝国支配下のリトアニア・サランタイ生まれ。1905年渡米し、ハーバード大学、ハーバード・ロー・スクール、ボストン大学で学んだ。1913年アメリカ合衆国に帰化、第一次世界大戦でアメリカ陸軍通信部隊に配属された。1919年、フランス・ブザンソンのフランシュ＝コンテ大学に留学。1926年ジャーナリストになり、1930年『ニューヨーク・タイムズ』に移籍した。
1945年4月、アメリカ合衆国陸軍省と契約し、マンハッタン計画の公式歴史家を兼務。同年7月16日、ジャーナリストとしてただひとり、人類初の核実験「トリニティ実験」の見学を許可され、実験場のあるニューメキシコ州では残留放射能がほとんどない、との記事を書いた。8月9日、長崎市への原子爆弾投下に同行し上空から取材した。原子爆弾開発の経緯や科学者らの成果について、9月26日から10月9日まで10回にわたって連載し、翌1946年2回目のピュリッツァー賞を受賞した。

## 著作
- Dawn Over Zero: The story of the atomic bomb. New York: Knopf, 1946.
  - 崎川範行訳『0の暁 原子爆弾の発明・製造・決戦の記録』創元社 1950年、創元文庫 1951年、角川文庫 1955年
- We are not Helpless: How we can defend ourselves against atomic weapons. New York, 1950.
- The Hell Bomb. New York: Knopf, 1951.
- Men and Atoms: The discovery, the uses, and the future of atomic energy. New York: Simon and Schuster, 1959.
  - 中村浩訳「原子力をつくった人たち」『少年少女世界ノンフィクション全集12』あかね書房 1961年